# اجاپالی، بنگارپت
اجاپالی، بنگارپت (به انگلیسی: Ajjapalli, Bangarapet) یک منطقهٔ مسکونی در هند است که در کارناتاکا واقع شده‌است.